# ألبرتو جارا ساغوير
ألبرتو جارا ساغوير (بالإسبانية: Alberto Jara Saguier)‏ هو مدرب كرة قدم ولاعب كرة قدم باراغواياني في مركز الوسط، ولد في 30 سبتمبر 1943 في أسونسيون في باراغواي. شارك مع منتخب باراغواي لكرة القدم. أما مع النوادي، فقد لعب مع أوليمبيا أسونسيون وريال مايوركا ونادي النجم الأحمر ونادي ليبرتاد.